# Религия в Ботсване

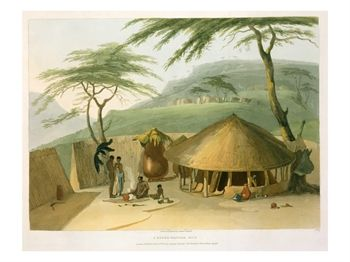

По оценкам, 70 процентов граждан Ботсваны идентифицируют себя как христиане.
Англиканство, Методизм и Церковь Объединённой Конгрегации Южной Африки составляют большинство христиан в стране. Существуют также конгрегации лютеран, католиков, баптистов, нидеранских реформаторов, меннонистов, Церковь Иисуса Христа Святых последних дней (мормоны), Церковь адвентистов седьмого дня, Свидетели Иеговы, Всемирная церковь «Царство Божие», последователи Брэнема и другие движения.
По данным переписи 2001 года, мусульманская община страны составляет чуть более 5000. По данным переписи 2001 года также есть около 3000 индуистов и около 700 Бахаи. Члены каждой из общин заявляют, что эти оценки значительно занижены.
Примерно 6 процентов жителей являются приверженцами традиционной африканской религии Бадимо.
Примерно 20 процентов жителей не религиозны.
Религиозные службы хорошо посещают как в городских так и в сельских районах.

## Межрелигиозные отношения
В 1966 году был основан Совет церквей Ботсваны. Совет объединяет 35 церквей и христианских организаций, составляющих большинство церквей Ботсваны, является членом Всемирного совета церквей и Содружества христианских советов Южной Африки. 